# Космос-12
Космос-12 — советский спутник серии космических аппаратов «Космос». 22 декабря 1962 ракета-носитель «Восток-2» (8А92) вывела на орбиту космический аппарат типа «Зенит-2».

## Первоначальные орбитальные данные спутника
- Перигей (км) — 211
- Апогей (км) — 405
- Период обращения вокруг Земли (мин.) — 90,45
- Угол наклона плоскости орбиты к плоскости экватора Земли — 65°

## Аппаратура, установленная на спутнике
- Радиопередатчик, работающий на частоте 19,995 МГц;
- Система для точных измерений орбиты;
- Радиотелеметрическая система для передачи данных о работе приборов и научной аппаратуры.